# اولگا کی‌یف
اولگای مقدس (به انگلیسی: Olga of Kiev) (به زبان اسلاوی کلیسایی باستان: Ольга) حاکم و نایب السلطنه روس کیف که تا زمانی که پسرش، سویاتوسلاو یکم به سلطنت برسد (سال‌های 960–945) 15 سال حکومت کرد ، وی همچنین بعد از کناره گیری از سلطنت تبدیل به مشاور اصلی پسرش شد و عملاً همواره قدرت سیاسی داشت.
او برای نابودی «دِرِولانز»، قبیله‌ای که شوهرش ایگور کی‌یف را کشته بود و همچنین تلاش‌های خود برای گسترش مسیحیت از طریق روس شناخته شده‌است.

اولگا به عنوان یک قدیس در کلیسای ارتودکس شناخته می‌شود و با وجود اینکه تاریخ تولد او ناشناخته است ولی آن را می‌توان به اوایل سال ۸۹۰ میلادی و در اواخر ۵ ژوئن ۹۲۵ نسبت داد.

## زندگی اولیه

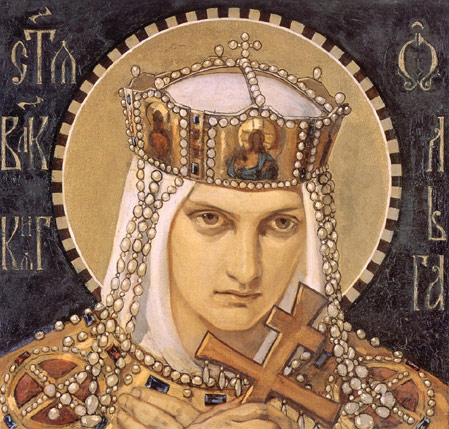
اولگای مقدس

اولگا زنی اهل پسکوف، روسیه بود که در سال ۹۰۳ با ایگور کی‌یف، پادشاه آینده کی‌یف ازدواج کرد. (برخی مورخان ازدواج آن‌ها را سال ۹۰۱–۹۰۲ نیز دانسته‌اند)

کتاب تاریخچه اولیه نشان می‌دهد که نسبت دادن تاریخ تولد او به سال ۸۷۹ میلادی بعید است زیرا تولد تنها پسرش تقریباً ۶۵ سال پس از آن تاریخ داده شده‌است.

پس از مرگ ایگور، اولگا به عنوان نایب السلطنه کی‌یفان روس و به نمایندگی از پسرش سویاتوسلاو به حکومت پرداخت.

وی را شاهدخت اعظم کی‌یف می‌نامیدند. او همچنین به نام «هلگا» (به زبان نورس باستان :heilagr و ترکیبی از Holy و Olga) به معنای «مبارک» و «مقدس» نیز شناخته شده‌است.

## حکومت نایب السلطنه
در ۹۴۵، شاهزاده خانم اولگا یک اکسپدیشن تنبیهی علیه نخبگان قبیله‌ای بین لوگا و رودخانه مستا راه اندازی کرد.به دنبال این کمپین موفق، تعدادی قلعه به دستور اولگا برپا شد. یکی از آن‌ها به نظر می‌رسد که قلعه مستحکمی متعلق به اواسط قرن دهم در گورودتس منطقه لوگا باشد.
به دلیل محل جدا شده آن، گورودتس به نظر نمی‌رسد هیچ وجه ارتباطی با الگوی استقرار از پیش موجود داشته باشد.
علاوه بر این، نمونه دیگری قلعه از فریم الوار چوب مربعی شکل برای تحکیم حصار که در ریوریکوو ،گورودیشچه تولید شده‌است. این روش ساختمان‌سازی تا یک قرن بعد در استحکامات برج‌های نووگورود مورد استفاده بود.
اولگا با حمایت از ارتش و مردم حاکم السلطنه کی‌یفان روس باقی ماند. او در اولین اصلاحات قانونی سیستم جمع‌آوری ادای احترام (پولیودی) ثبت شده در اروپای شرقی را تغییر داد.
وی تا آخر عمر به طفره رفتن و رد طرح‌های پیشنهادی ازدواج ادامه داد، از شهر در طول محاصره کی‌یف در ۹۶۸ دفاع کرد و قدرت تاج و تخت را برای پسرش نجات داد.

## نگارخانه

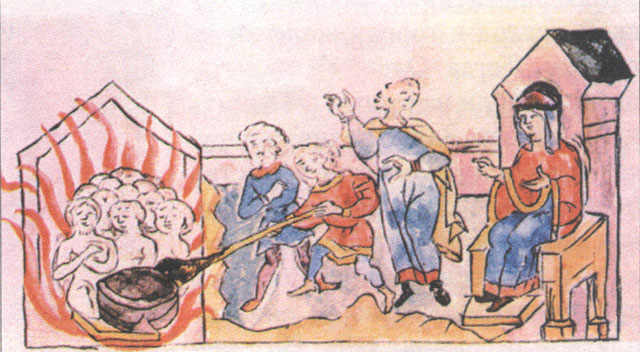
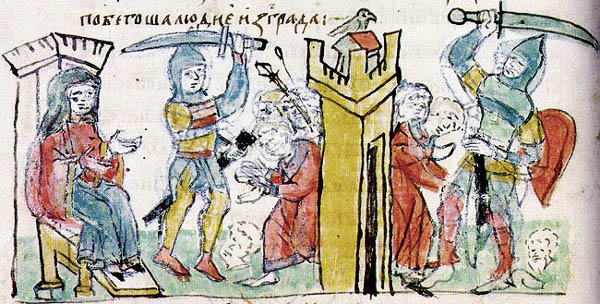
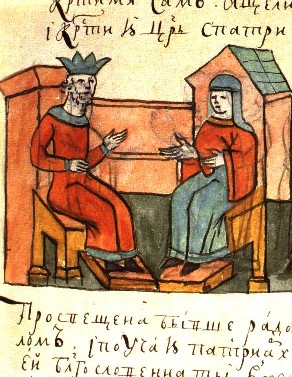